# Bande Scarface
La bande Scarface (en néerlandais : Scarface-bende) est un groupe de criminels belgo-marocains à l'origine d'une série de cambriolages et de braquages, actifs principalement en Belgique et aux Pays-Bas au début des années 2010.
Constitué d'un noyau dur de six à huit individus, ce gang a dérobé des sommes d'argent colossales à partir d'opérations préparées avec minutie, dont le plus marquant reste le casse du siècle du Brink's d'Amsterdam en 2011.

## Étymologie
La bande adopte le surnom Scarface-bende par les médias néerlandais après le braquage du siècle au Brink's d'Amsterdam. Elle fait référence sur le fait que l’un d’entre eux aurait été filmé le 18 avril 2011 par une caméra de surveillance dans une station essence sur l'autoroute E19 vêtu à la manière de Tony Montana (Al Pacino) dans Scarface.

## Composition et exactions du gang
À partir de la nuit du 28 au 29 janvier 2011, des différents services de police de la province de Flandre-Occidentale reçoivent des appels de cambriolages et de braquages répétitifs. C'est le début d'une longue série d'incidents. Du 29 janvier au 2 février, la bande cambriole des habitations en série. Jusqu’à 9 en une nuit, mais avec à la clef des butins dérisoires. Les attaques sont de plus en plus violentes et les auteurs intraçables jusqu'au jour où une caméra de surveillance d'une station essence située sur l'autoroute E19 à Nivelles, filme une personne habillée de la même manière que le personnage Tony Montana du film Scarface sorti en 1983. Lors de cette journée du 18 avril 2011, les criminels préparent à attaquer un transporteur de fonds de la firme BMS Delivery à Zellik, pour repartir avec un butin de €750,000.
Ayant par le passé déjà attaqué les Pays-Bas, la bande Scarface prépare cette fois-ci le braquage du siècle. Ils prennent contact avec des jeunes Marocains d'Amsterdam pour planifier et préparer une attaque dans le siège social du Brink's d'Amsterdam. Une part de la somme est promise aux jeunes malfrats néerlando-marocains, au cas où l'opération réussit.
Le 29 juin 2011, le commando de huit personnes cagoulées arrive à Amsterdam et se rend avec deux voitures de marque Audi, munis d'armes de guerre et vêtus de gilets pare-balles en direction du siège du très fameux transporteur de fonds Brink's d'Amsterdam. Une fois arrivés, ils attaquent le bâtiment avec des explosifs. Lourdement armés et munis de plusieurs matériels, ils déblayent le passage avec des masses et des pinces-monseigneur. Des complices, sans doute des jeunes malfrats originaires d'Amsterdam avaient érigé des obstacles devant les parcs de voitures de plusieurs commissariats proches, afin de retarder l’arrivée des forces de police. D'autres complices, patrouillaient également dans les rues, kalachnikov à l’épaule pour prévenir toute intervention policière pendant que leurs comparses chargeaient des sacs de liasses de billets.
Une fois que le premier véhicule de police arrive sur les lieux, les complices, munis de kalachnikovs tirent en rafales sur les forces de l'ordre. Le véhicule de police fait alors demi-tour et s'éloigne du danger de mort. Après avoir eu le temps de charger les deux voitures, le commando prend directement la direction vers l'autoroute A2 avec les deux puissantes Audi direction la Belgique. Roulant à 240 km/h, ils échappent à très grande vitesse à la police qui part à leur poursuite. La police fait alors appel à un hélicoptère mais ce dernier n'a pas pu être démarré à cause des intempéries.

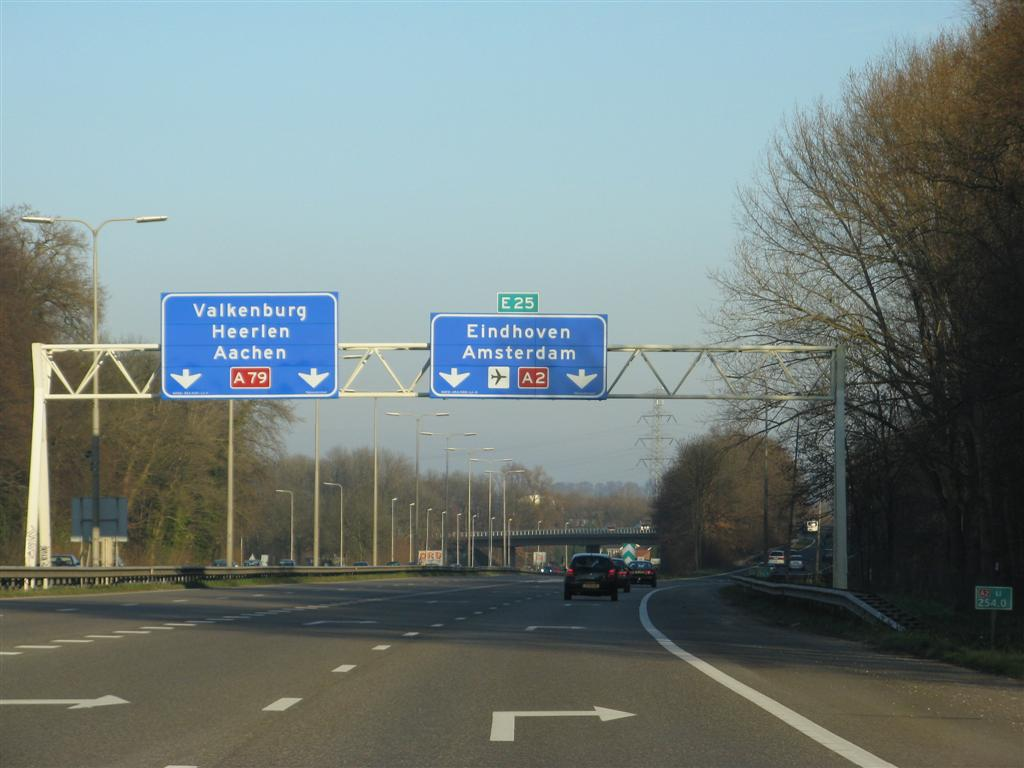
Autoroute A2, lieu où a eu lieu l'accident de l'Audi.

Arrivés à quelques kilomètres de Waardenburg, le conducteur en fuite perd le contrôle et percute la barrière d'autoroute. Une voiture avec 4 civils s'arrête à quelques mètres de la voiture accidentée afin d'aider les 4 personnes dans la première Audi, ne sachant pas que ce sont des braqueurs. Toujours encagoulés, une personne descend de l'Audi et cible les 4 civils, leur ordonnant de se mettre à terre. Une deuxième personne prend la charge du coffre de l'Audi pour la transporter dans la Hyundai car-jackée, avant d'aider la troisième personne toujours à l'intérieur de l'Audi, blessée à cause de l'accident. La deuxième personne sort un bidon d'essence du coffre de l'Audi avant de mettre la voiture en feu. Les malfrats poursuivent leur course dans le sud des Pays-Bas, direction la périphérie d'Eindhoven. La police néerlandaise des environs d'Eindhoven s'aperçoit alors étonnement de la grande vitesse de la voiture et n'hésite pas à courir à leur poursuite, ignorant que ce sont les malfrats ayant commis le braquage du siècle une heure plus tôt à Amsterdam. Une fois derrière la Hyundai, un malfrat sort de la voiture muni d'un kalachnikov et cible le véhicule de police, les menaçant de tirer s'ils ne font pas demi-tour. La police s'éloignera, évitant de se faire tirer dessus par le malfrat. Le matin du 30 juin 2011, la A2 sera entièrement fermée avec des policiers, des pompiers ainsi que des enquêteurs présents sur les lieux. La Hyundai sera quant à elle retrouvée un jour après à Bruxelles.

### Liste de braquages
Le tableau représente les braquages médiatisés. La bande Scarface aurait en réalité commis un nombre total de 80 hold-up en Belgique et aux Pays-Bas.
| Date            | Délit                                                                           | Butin                         |
| --------------- | ------------------------------------------------------------------------------- | ----------------------------- |
| 2011            |                                                                                 |                               |
| 12 février 2011 | Braquage d'un magasin de téléphonie à Woluwe-Saint-Étienne, Belgique            | 450 €                         |
| 16 février 2011 | Car-jacking d'une BMW M5 noire à Zulte, Belgique                                | Quelques billets de la caisse |
| 19 février 2011 | Station d'essence à Wavre, Belgique                                             | 600 €                         |
| 22 février 2011 | Bijouterie à Alost, Belgique                                                    | 0 €                           |
| 28 février 2011 | Post office à Walhain, Belgique                                                 | 0 €                           |
| 13 février 2011 | Hôtel à Machelen, Belgique                                                      | €330                          |
| 16 mars 2011    | Bijouterie à Wavre, Belgique                                                    | €18,000 de bijoux             |
| 4 avril 2011    | SecurCash à Rotterdam, Pays-Bas                                                 | Plusieurs millions d'euros    |
| 12 avril 2011   | Loomis à Valence, France                                                        | 2 000 000 €                   |
| 18 avril 2011   | Braquage d'un transporteur de fonds de la firme BMS Delivery à Zellik, Belgique | 750 000 €                     |
| 29 juin 2011    | Brink's à Amsterdam, Pays-Bas                                                   | 12 000 000 €                  |

### Arrestation
Les corps d'Amsterdam et de Rotterdam ont collaboré pour l'arrestation du gang.
Le 9 décembre 2011, le gang est démantelé grâce à l'arrestation de quatre criminels bruxellois à Termonde et Bruxelles. Trois sont alors toujours en fuite, dont deux au Maroc. Quelques mois plus tard, N'ssardine est arrêté au Maroc et extradé vers la Belgique en attente de son jugement.
Le 7 novembre 2012, les cinq criminels écopent de lourdes peines devant la 47e chambre du tribunal correctionnel de Bruxelles.
- Mohammed, originaire de Ganshoren condamné à neuf ans de prison en Belgique ;
- N'ssardine, originaire de Ganshoren arrêté au Maroc et condamné à neuf ans de prison en Belgique ;
- Ylias Belhadi, originaire de Schaerbeek, présumé lieutenant du gang, condamné à sept ans de prison en Belgique ;
- Adam Khater, condamné à cinq ans de prison avec sursis en Belgique ;
- Soufiane Aboujaafar, condamné à cinq ans de prison avec sursis en Belgique ;
- Youssef B. a été acquitté puis arrêté quelques mois plus tard en Belgique ;
- Ali Agharbiou, originaire de Molenbeek-Saint-Jean, est arrêté à Rabat au Maroc en mai 2014, toujours en attente de son jugement[14].

Les cinq condamnés sont tenus à rembourser aux parties civiles près d’une cinquantaine de milliers d’euros à titre de dommages moraux et matériels.

## Dans la culture populaire
La bande Scarface a fortement marqué l'opinion publique dans les années 2010, ravivant un climat de criminalité en bande organisée qui s'était assagi dans les années suivantes.

### Télévision
- « Dossier X S01E02 - Scarface-bende », documentaire télévisée diffusé en 2018 sur VTM[15].